# باخچا (شهرستان شارانسکی، باشقیرستان)
باخچا (انگلیسی: Bakhcha, Sharansky District, Republic of Bashkortostan) یک شهرک در شهرستان شارانسکی استان باشقیرستان کشور روسیه است.